# Elementární funkce
Jako elementární funkce je označována funkce, kterou lze získat konečným počtem sečtení, odečtení, násobení, dělení a složení základních elementárních funkcí, jedná se tedy o algebraické funkce a nižší transcendentní funkce, jako logaritmické, exponenciální, mocninné, goniometrické, cyklometrické, hyperbolické a hyperbolometrické funkce. Funkce, které nelze vyjádřit prostřednictvím konečného počtu elementárních funkcí, se označují jako vyšší transcendentní funkce.

## Základní elementární funkce

### Definice logaritmu a exponenciály

Exponenciální a logaritmická funkce při základu

Funkci přirozeného logaritmu {\displaystyle \ln :\mathbb {R} \rightarrow \mathbb {R} } lze zavést axiomaticky:
- definiční obor funkce je otevřený interval {\displaystyle (0,+\infty )}
- pro každé dva prvky {\displaystyle x} a {\displaystyle y} definičního oboru platí: {\displaystyle \ln(xy)=\ln(x)+\ln(y)}
- pro každé dva prvky {\displaystyle x>y} definičního oboru platí: {\displaystyle \ln(x)>\ln(y)}
- pro prvky {\displaystyle x} definičního oboru platí: {\displaystyle \lim _{x\rightarrow 1}{\frac {\ln(x)}{x-1}}=1}

Výše uvedené čtyři axiomy splňuje právě jedna funkce, tj. funkce přirozený logaritmus. Exponenciální funkci {\displaystyle e^{x}} pak můžeme definovat jako inverzi přirozeného logaritmu {\displaystyle \ln x} a její pomocí definovat obecnou mocninnou funkci:
{\displaystyle g(x)^{f(x)}=e^{f(x)\ln g(x)}} kde funkce {\displaystyle g} je na svém definičním oboru kladná. Je-li funkce {\displaystyle f} resp. {\displaystyle g} konstantní resp. identická funkce, dostáváme mocninnou funkci s reálným exponentem {\displaystyle x^{a}}, je-li funkce {\displaystyle f} resp. {\displaystyle g} identická resp. konstantní funkce, dostáváme exponenciální funkci při reálném základu {\displaystyle a^{x}}. Pomocí funkce {\displaystyle e^{x}} lze zavést funkce hyperbolické a jejich inverzí funkce hyperbolometrické.

### Definice sinu

Sinus a kosinus jako jeho posunutí

Funkci sinu {\displaystyle \sin :\mathbb {R} \rightarrow \mathbb {R} } lze zavést axiomaticky:
- definiční obor funkce je reálná osa {\displaystyle \mathbb {R} }
- {\displaystyle \sin(0)=0}
- pro každé dva prvky {\displaystyle x} a {\displaystyle y} definičního oboru platí: {\displaystyle \sin(x+y)+\sin(x-y)=2\sin(x)\sin({\frac {\pi }{2}}-y)}
- pro každé dva prvky {\displaystyle x>y} z uzavřeného intervalu {\displaystyle \langle 0,{\frac {\pi }{2}}\rangle } platí: {\displaystyle \sin(x)>\sin(y)}
- pro prvky {\displaystyle x} definičního oboru platí: {\displaystyle \lim _{x\rightarrow 0}{\frac {\sin(x)}{x}}=1}

Výše uvedených pět axiomů splňuje právě jedna funkce, tj. funkce sinus, jejíž pomocí lze zavést funkce goniometrické a jejich inverzí funkce cyklometrické.

## Vlastnosti
Elementární funkce jsou na svém definičním oboru kromě případných izolovaných bodů:
- spojité,
- diferencovatelné,
- integrovatelné, tj. existují k nim primitivní funkce.

## Příklady
Příklady elementárních funkcí:
- {\displaystyle \ln(-x^{2})},
- {\displaystyle {\sqrt {\sin ^{2}(x)}}=\left|\sin(x)\right|},
- {\displaystyle {\frac {e^{\tan(x)}}{1+x^{2}}}\sin \left({\sqrt {1+\ln ^{2}x}}\,\right)}.

Příkladem funkce, která není elementární, je chybová funkce: {\displaystyle \mathrm {erf} (x)={\frac {2}{\sqrt {\pi }}}\int _{0}^{x}e^{-t^{2}}\,dt}.